# Béchar (provins)

Béchars provins i Algeriet

Béchar (arabiska: ولاية بشار) är en provins (wilaya) i västra Algeriet. Provinsen har 274 866 invånare (2008). Béchar är huvudort.

## Administrativ indelning
Provinsen är indelad i 12 distrikt (daïras) och 21 kommuner (baladiyahs).